# فک بالا
به هریک از دو استخوان نامنظمی که بخش اعظم استخوان‌بندی قسمت میانی صورت را تشکیل می‌دهند و در ساختار کام و کف حفرهٔ چشم و حفرهٔ اشکی نقش دارند، فک بالا، بَرواره یا ماگزیلا (Maxilla) می‌گویند.
سطح زیرین برواره در دهان قسمت کام سخت را تشکیل می‌دهد. سینوس برواره در این استخوان قرار دارد.